# Andy Wallace (piloto)
Andy Wallace (Oxford, 19 de fevereiro de 1961)  é um piloto inglês de automobilismo, vencedor de inúmeros eventos de corrida com carros esportivos entre eles, as 24 Horas de Le Mans (1988), 24 Horas de Daytona (3 vezes), 12 Horas de Sebring (2 vezes) e Petit Le Mans 1 000 milhas.

## Registros no automobilismo

### 24 Horas de Le Mans[1]
| Ano  | Equipe                                     | Nº | Co-pilotos                              | Carro                  | Classe | Voltas | Geral | Posição Na Classe |
| ---- | ------------------------------------------ | -- | --------------------------------------- | ---------------------- | ------ | ------ | ----- | ----------------- |
| 1988 | Silk Cut Jaguar Tom Walkinshaw Racing      | 2  | Jan Lammers Johnny Dumfries             | Jaguar XJR-9LM         | C1     | 394    | 1°    | 1°                |
| 1989 | Silk Cut Jaguar Tom Walkinshaw Racing      | 2  | John Nielsen Price Cobb                 | Jaguar XJR-9LM         | C1     | 215    | DNF   | DNF               |
| 1990 | Silk Cut Jaguar Tom Walkinshaw Racing      | 2  | Jan Lammers Franz Konrad                | Jaguar XJR-12          | C1     | 355    | 2°    | 2°                |
| 1991 | Silk Cut Jaguar Tom Walkinshaw Racing      | 33 | Derek Warwick John Nielsen              | Jaguar XJR-12          | C2     | 356    | 4°    | 4°                |
| 1992 | Toyota Team Tom's                          | 8  | Jan Lammers Teo Fabi                    | Toyota TS010           | C1     | 331    | 8°    | 5°                |
| 1993 | Toyota Team Tom's                          | 37 | Pierre-Henri Raphanel Kenny Acheson     | Toyota TS010           | C1     | 212    | DNF   | DNF               |
| 1995 | Harrods Mach One Racing David Price Racing | 51 | Derek Bell Justin Bell                  | McLaren F1 GTR         | GT1    | 296    | 3°    | 2°                |
| 1996 | Harrods Mach One Racing David Price Racing | 29 | Olivier Grouillard Derek Bell           | McLaren F1 GTR         | GT1    | 328    | 6°    | 5°                |
| 1997 | David Price Racing                         | 54 | James Weaver Butch Leitzinger           | Panoz Esperante GTR-1  | GT1    | 236    | DNF   | DNF               |
| 1998 | Panoz Motorsports                          | 45 | David Brabham Jamie Davies              | Panoz Esperante GTR-1  | GT1    | 335    | 7°    | 7°                |
| 1999 | Audi Sport UK Ltd.                         | 10 | James Weaver Perry McCarthy             | Audi R8C               | LMGTP  | 198    | DNF   | DNF               |
| 2000 | Team Cadillac                              | 1  | Franck Lagorce Butch Leitzinger         | Cadillac Northstar LMP | LMP900 | 291    | 21°   | 11°               |
| 2001 | Team Bentley                               | 8  | Eric van de Poele Butch Leitzinger      | Bentley EXP Speed 8    | LMGTP  | 306    | 3°    | 1°                |
| 2002 | Team Bentley                               | 8  | Eric van de Poele Butch Leitzinger      | Bentley EXP Speed 8    | LMGTP  | 362    | 4°    | 1°                |
| 2003 | Racing for Holland                         | 15 | Jan Lammers John Bosch                  | Dome S101-Judd         | LMP900 | 360    | 6°    | 4°                |
| 2004 | Zytek Engineering                          | 22 | David Brabham Hayanari Shimoda          | Zytek 04S              | LMP1   | 167    | DNF   | DNF               |
| 2005 | Creation Autosportif                       | 7  | Nicolas Minassian Jamie Campbell-Walter | DBA 03S-Judd           | LMP1   | 322    | 14°   | 7°                |
| 2006 | Ray Mallock Ltd.                           | 25 | Mike Newton Thomas Erdos                | MG-Lola EX264-AER      | LMP2   | 343    | 8°    | 1°                |
| 2007 | Ray Mallock Ltd.                           | 25 | Mike Newton Thomas Erdos                | MG-Lola EX264-AER      | LMP2   | 251    | DNF   | DNF               |
| 2008 | Ray Mallock Ltd.                           | 25 | Mike Newton Thomas Erdos                | MG-Lola EX265-AER      | LMP2   | 100    | DNF   | DNF               |
| 2010 | RML                                        | 25 | Mike Newton Thomas Erdos                | Lola B08/80-HPD        | LMP2   | 358    | 8°    | 3°                |

### 24 Horas de Daytona
| Ano  | Equipe                       | Nº | Co-Pilotos                                                                                   | Chassi                    | Motor                       | Pneus   | Classe | Voltas | Posição Final | Posição Na Classe |
| ---- | ---------------------------- | -- | -------------------------------------------------------------------------------------------- | ------------------------- | --------------------------- | ------- | ------ | ------ | ------------- | ----------------- |
| 1989 | Castrol Jaguar Racing        | 61 | Price Cobb John Nielsen Jan Lammers                                                          | Jaguar XJR-9              | Jaguar 6.0L V12             | D       | GTP    | 621    | 2º            | 2º                |
| 1990 | Castrol Jaguar Racing        | 61 | Davy Jones Jan Lammers                                                                       | Jaguar XJR-12             | Jaguar 6.0L V12             | G       | GTP    | 761    | 1º            | 1º                |
| 1991 | All American Racers          | 99 | Juan Manuel Fangio II Willy T. Ribbs                                                         | Eagle HF89                | Toyota 2.1L I4 Turbo        | G       | GTP    | 60     | DNF           | DNF               |
| 1992 | All American Racers          | 99 | Juan Manuel Fangio II Kenny Acheson                                                          | Eagle MkIII               | Toyota 2.1L I4 Twin-Turbo   | G       | GTP    | 584    | 11º           | 4º                |
| 1993 | All American Racers          | 99 | Juan Manuel Fangio II Kenny Acheson                                                          | Eagle MkIII               | Toyota 2.1L I4 Twin-Turbo   | G       | GTP    | 481    | DNF           | DNF               |
| 1994 | Auto Toy Store, Inc.         | 9  | Geoff Brabham Derek Bell Morris Shirazi                                                      | Spice SE89P               | Chevrolet V8                | G       | WSC    | 223    | DNF           | DNF               |
| 1995 | Auto Toy Store, Inc.         | 9  | Jan Lammers Derek Bell                                                                       | Spice SE90                | Chevrolet V8                | G       | WSC    | 100    | DNF           | DNF               |
| 1996 | Dyson Racing                 | 20 | Butch Leitzinger Rob Dyson James Weaver                                                      | Riley & Scott Mk III      | Ford V8                     | G       | WSC    | 555    | 20º           | 5º                |
| 1997 | Dyson Racing                 | 20 | Elliott Forbes-Robinson John Schneider Rob Dyson John Paul Jr. Butch Leitzinger James Weaver | Riley & Scott Mk III      | Ford V8                     | G       | WSC    | 690    | 1º            | 1º                |
| 1998 | Panoz-Visteon Racing         | 5  | Scott Pruett Raul Boesel Doc Bundy                                                           | Panoz GTR-1               | Ford Roush V8               | M       | GT1    | 433    | DNF           | DNF               |
| 1999 | Dyson Racing                 | 20 | Butch Leitzinger Elliott Forbes-Robinson                                                     | Riley & Scott Mk III-Ford | Ford V8                     | G       | CA     | 708    | 1º            | 1º                |
| 2000 | Team Cadillac                | 6  | Butch Leitzinger Franck Lagorce                                                              | Cadillac Northstar LMP    | Cadillac Northstar 4.0 L V8 | P       | SR     | 637    | DNF           | DNF               |
| 2001 | Dyson Racing                 | 16 | James Weaver Butch Leitzinger                                                                | Riley & Scott Mk III      | Ford 6.0 L V8               | G       | SRP    | 598    | DNF           | DNF               |
| 2002 | Champion Racing              | 38 | Sascha Maassen Hurley Haywood Lucas Luhr                                                     | Lola B2K/10               | Porsche 3.6 L Turbo Flat-6  | G       | SRP    | 681    | 4º            | 3º                |
| 2003 | Perspective Racing           | 24 | Jérôme Policand João Barbosa Michel Neugarten                                                | Mosler MT900 R            | Chevrolet 5.7 L V8          | G       | GTS    | 641    | 9º            | 1º                |
| 2004 | Howard-Boss Motorsports      | 2  | Dale Earnhardt Jr. Tony Stewart                                                              | Crawford DP03             | Chevrolet LS6 5.5 L V8      | G       | DP     | 519    | 5º            | 3º                |
| 2005 | Howard-Boss Motorsports      | 20 | Jan Lammers Tony Stewart                                                                     | Crawford DP03             | Pontiac 5.0 L V8            | Hoosier | DP     | 699    | 3º            | 3º                |
| 2006 | Howard-Boss Motorsports      | 4  | Butch Leitzinger Tony Stewart                                                                | Crawford DP03             | Pontiac 5.0 L V8            | Hoosier | DP     | 593    | 30º           | 15º               |
| 2007 | Howard Motorsports           | 20 | Butch Leitzinger Tony Stewart                                                                | Crawford DP03             | Pontiac 5.0 L V8            | Hoosier | DP     | 450    | DNF           | DNF               |
| 2008 | Alex Job Racing              | 23 | Bill Auberlen Joey Hand Patrick Long                                                         | Crawford DP08             | Porsche 3.99L Flat-6        | P       | DP     | 569    | DNF           | DNF               |
| 2009 | Childress-Howard Motorsports | 2  | Rob Finlay Danica Patrick Casey Mears                                                        | Crawford DP08             | Pontiac 5.0L V8             | P       | DP     | 702    | 8º            | 8º                |

### 12 Horas de Sebring
| Ano  | Equipe                | Nº | Co-Pilotos                      | Chassi                 | Motor                             | Pneus | Classe | Voltas | Posição Final | Posição Na Classe |
| ---- | --------------------- | -- | ------------------------------- | ---------------------- | --------------------------------- | ----- | ------ | ------ | ------------- | ----------------- |
| 1990 | Castrol Jaguar Racing | 61 | Davy Jones Jan Lammers          | Jaguar XJR-12          | Jaguar 6.0L V12                   | G     | GTP    | 301    | 3º            | 3º                |
| 1991 | All American Racers   | 98 | Rocky Moran                     | Eagle-Toyota HF90      | Toyota 3S-GTE 2.1L Turbo I4       | G     | GTP    | 82     | DNF           | DNF               |
| 1992 | All American Racers   | 99 | Juan Manuel Fangio II           | Eagle MkIII            | Toyota 2.1L I4 Twin-Turbo         | G     | GTP    | 360    | 1º            | 1º                |
| 1993 | All American Racers   | 99 | Juan Manuel Fangio II           | Eagle MkIII            | Toyota 2.1L I4 Twin-Turbo         | G     | GTP    | 230    | 1º            | 1º                |
| 1994 | Auto Toy Store        | 9  | James Weaver Derek Bell         | Spice SE89P            | Chevrolet V8                      | G     | WSC    | 322    | 2º            | 1º                |
| 1995 | Auto Toy Store Inc.   | 9  | Jan Lammers Derek Bell          | Spice SE90             | Chevrolet V8                      | G     | WSC    | 260    | 2º            | 2º                |
| 1996 | Dyson Racing          | 20 | Butch Leitzinger                | Riley & Scott Mk III   | Ford V8                           | G     | WSC    | 314    | 5º            | 5º                |
| 1997 | Dyson Racing          | 16 | James Weaver Butch Leitzinger   | Riley & Scott Mk III   | Ford V8                           | G     | WSC    | 281    | 2º            | 2º                |
| 1998 | Panoz Motorsports     | 4  | David Brabham                   | Panoz GTR-1            | Ford Roush 6.0 L V8               | M     | GT1    | 318    | 2º            | 1º                |
| 1999 | Dyson Racing          | 16 | Dorsey Schroeder James Weaver   | Riley & Scott Mk III   | Ford 5.0 L V8                     | G     | LMP    | 218    | DNF           | DNF               |
| 2000 | Team Cadillac         | 9  | Franck Lagorce                  | Cadillac Northstar LMP | Cadillac Northstar 4.0 L Turbo V8 | P     | LMP    | 87     | DNF           | DNF               |
| 2001 | Champion Racing       | 38 | Dorsey Schroeder Ralf Kelleners | Audi R8                | Audi 3.6L Turbo V8                | M     | LMP900 | 366    | 3º            | 3º                |
| 2002 | Champion Racing       | 38 | Stefan Johansson Jan Lammers    | Audi R8                | Audi 3.6 L Turbo V8               | M     | LMP900 | 345    | 2º            | 2º                |
| 2003 | Dyson Racing          | 16 | Butch Leitzinger James Weaver   | MG-Lola EX257          | MG AER XP20 2.0 L Turbo I4        | G     | LMP675 | 39     | DNF           | DNF               |
| 2004 | Dyson Racing          | 16 | Butch Leitzinger James Weaver   | MG-Lola EX257          | MG AER XP20 2.0 L Turbo I4        | G     | LMP1   | 323    | 6º            | 5º                |
| 2005 | Dyson Racing          | 16 | James Weaver Butch Leitzinger   | MG-Lola EX257          | MG (AER) XP20 2.0 L Turbo I4      | M     | LMP1   | 341    | 3º            | 3º                |
| 2006 | Dyson Racing          | 16 | James Weaver Butch Leitzinger   | Lola B06/10            | AER P32T 3.6L Turbo V8            | M     | LMP1   | 336    | 5º            | 2º                |
| 2007 | Dyson Racing          | 16 | Butch Leitzinger Andy Lally     | Porsche RS Spyder Evo  | Porsche MR6 3.4L V8               | M     | LMP2   | 340    | 9º            | 5º                |
| 2010 | Genoa Racing          | 36 | J. R. Hildebrand Tom Sutherland | Oreca FLM09            | Chevrolet 6.2 L V8                | M     | LMPC   | 281    | 9º            | 3º                |